# (6988) 1994 WE3
(6988) 1994 WE3 (1994 WE3, 1978 UK4, 1988 JN1, 1989 PT1) — астероїд головного поясу, відкритий 28 листопада 1994 року.
Тіссеранів параметр щодо Юпітера — 3,478.